# Liste der Naturdenkmale in Gaggenau
| Naturdenkmale | Anzahl |
| ------------- | ------ |
| FND           | 2      |
| END           | 2      |
| Gesamt        | 4      |

Die Liste der Naturdenkmale in Gaggenau nennt die verordneten Naturdenkmale (ND) der im baden-württembergischen Landkreis Rastatt liegenden Stadt Gaggenau. Die Datenbank der Landesanstalt für Umwelt, Messungen und Naturschutz Baden-Württemberg nennt insgesamt vier als Naturdenkmal geschützte Objekte, davon zwei flächenhafte Naturdenkmale (FND) und zwei Einzelgebilde-Naturdenkmale (END). Dabei wird der auf der Grenze zum Landkreis Calw liegende Mauzenstein doppelt aufgeführt.
Stand: 31. Oktober 2016.

## Flächenhafte Naturdenkmale (FND)
| Name                     | Bild | Kennung     | Einzelheiten            | Position | Fläche Hektar | Datum         |
| ------------------------ | ---- | ----------- | ----------------------- | -------- | ------------- | ------------- |
| Bernsteinfelsen          |      | 82160150001 | Gaggenau, Bad Herrenalb | ⊙        | 1,6           | 5. Nov. 2007  |
| Mauzenstein              |      | 82350330007 | Gaggenau, Bad Herrenalb | ⊙        | 0,0           | 22. Okt. 1949 |
| Legende für Naturdenkmal |      |             |                         |          |               |               |

## Einzelgebilde (END)
| Name                     | Bild | Kennung     | Einzelheiten | Position | Fläche Hektar | Datum         |
| ------------------------ | ---- | ----------- | ------------ | -------- | ------------- | ------------- |
| Eiche                    |      | 82160150001 | Gaggenau     | ???      | 0,0           | 16. März 1965 |
| Mauzenstein              |      | 82160150003 | Gaggenau     | ???      | 0,0           | 14. Nov. 1939 |
| Legende für Naturdenkmal |      |             |              |          |               |               |